# Eggelsberg
Eggelsberg – gmina targowa w Austrii, w kraju związkowym Górna Austria, w powiecie Braunau am Inn. Liczy 2,3 tys. mieszkańców.